# 1124

## Събития
- Йелу Даши основава държавата Кара Китай в Централна Азия

## Починали
- Хасан ибн Сабах, ирански проповедник
- 23 април – Александър I Шотландски, шотландски крал